# 德里默倫
德里默倫（荷蘭語：Drimmelen）是荷蘭的一个市鎮，位於荷蘭南部，在行政區劃上屬於北布拉班特省。市鎮中人口最多的聚居點是馬德，有人口11,710人。

## 外部連結
- 维基共享资源上的相關多媒體資源：德里默倫
- Official Website （页面存档备份，存于）